# Angelonia parviflora
Angelonia parviflora är en grobladsväxtart som beskrevs av Barringer. Angelonia parviflora ingår i släktet Angelonia och familjen grobladsväxter. Inga underarter finns listade i Catalogue of Life.

## Bildgalleri

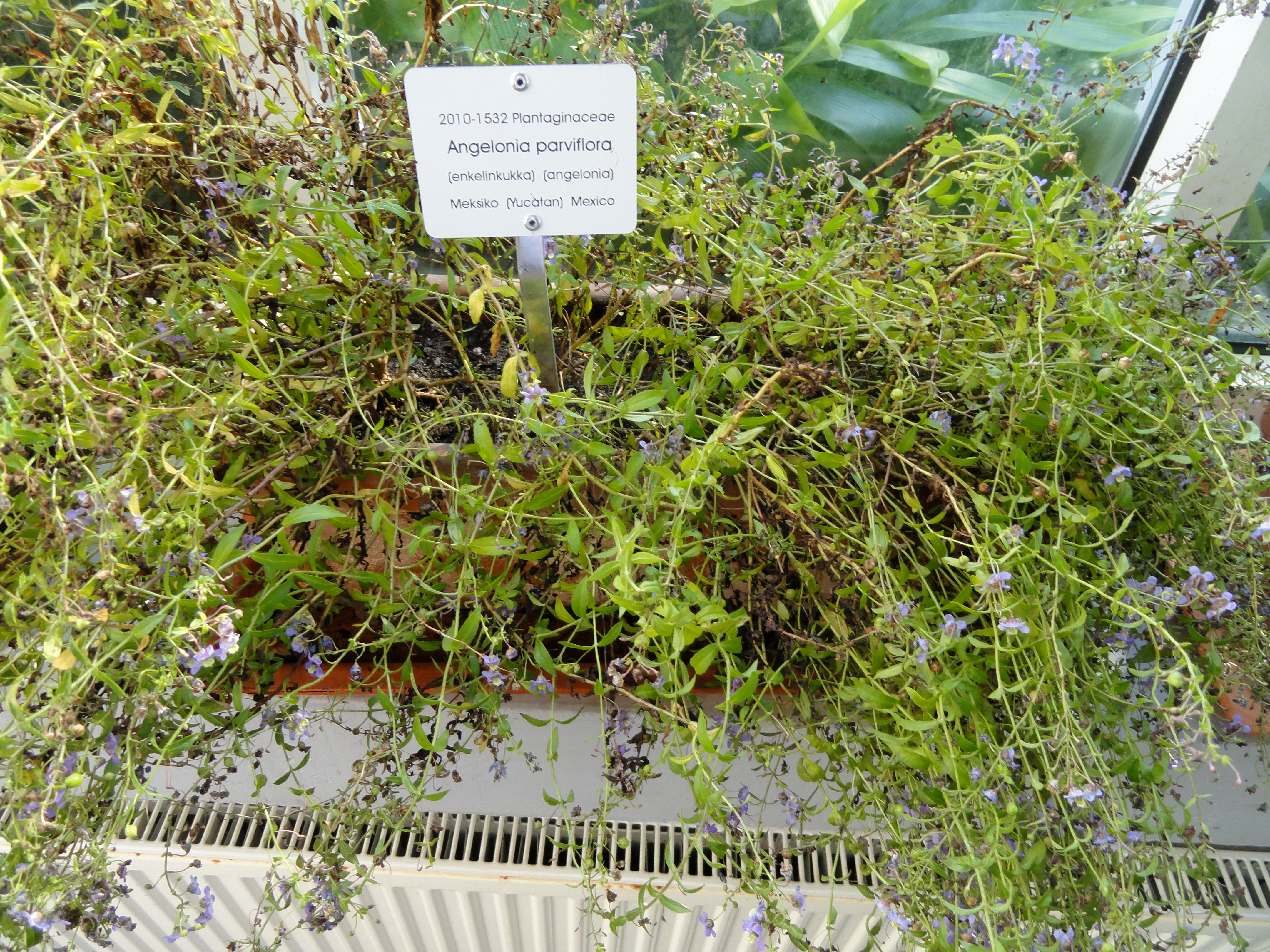